# هنري وورنر سلوكم
هنري وورنر سلوكم الأب (24 سبتمبر، 1827- 14 أبريل، 1894)، كان فريقًا أولًا (جنرالًا) في جيش الاتحاد خلال الحرب الأهلية الأمريكية، وعمل لاحقًا في مجلس النواب الأمريكي من نيويورك. كان خلال الحرب أحد أصغر الألوية في الجيش وخاض العديد من المعارك الكبرى في المسرح الشرقي وفي جورجيا وكارولاينا. شهد أثناء قيادته لفوج، ولواء وفرقة وفيلق في جيش بوتوماك القتال في معركة بول رن الأولى، وحملة شبه الجزيرة، ومعركة هاربرز فيري، ومعركة الجبل الجنوبي، ومعركة أنتيتام، ومعركة شنسلورسفيل.
كان في معركة غيتسبيرغ كبير جنرالات الاتحاد في ساحة المعركة، بقيادة الجنرال جورج جي ميد. خلال المعركة، نقل الاتحاد من كالبس هيل امتدادًا إلى بالتيمور بايك. كان لدفاعه الناجح عن كالبس هيل أهمية حاسمة في انتصار الاتحاد في معركة غيتسبيرغ. بعد سقوط فيكسبيرغ على نهر المسيسيبي، الذي قسم القوات الكونفدرالية الجنوبية، تم تعيين سلوكم قائدًا عسكريًا للمقاطعة. شارك سلوكم في حملة أطلنطا وكان أول قائد يدخل المدينة بتاريخ 2 سبتمبر عام 1864. شغل في حينها منصب قائد قوات احتلال أطلنطا.
تم تعيين سلوكم قائدًا للجناح الأيسر لحملة الجنرال ويليام تي شيرمان «مظاهرة إلى البحر» الشهيرة باتجاه سافانا على ساحل المحيط الأطلسي عبر جورجيا ومن ثم تحولت بعدها عبر كارولاينا، ليقود الفيلقين الرابع عشر والثاني عشر، اللذين يؤلفان جيش جورجيا. خلال هذه الحملة، استولى على عاصمة ولاية جورجيا آنذاك ميلدغيفيل، وميناء سافانا على ساحل المحيط الأطلسي.
شهد جيش سلوكم في حملة كارولاينا انتصارات في معارك أفيراسبورو، وبينتونفيل في كارولاينا الشمالية. كان لحملتي «مظاهرة إلى البحر» وحملة كارولاينا أهمية حاسمة في انتصار الاتحاد الشامل في الحرب الأهلية. بعد استسلام القوات الكونفيدرالية، أعطي سلوكم قيادة دائرة المسيسيبي. رفض سلوكم تعيينه ضابط في الجيش النظامي بعد الحرب. كان قائدًا سياسيًا ناجحًا في الشمال، ورجل أعمال ومطورًا للسكك الحديدية.

## بداية حياته ومسيرته المهنية
ولد سلوكم في ديلفي فولز، قرية صغيرة في مقاطعة أونونداغا، نيويورك. والده ماثيو بي سلوكم، ووالدته ماري أوستراندر. كان الابن السادس بين أحد عشر طفلًا. التحق بمدرسة الدولة العادية في ألباني وبمعهد كازينوفيا الديني في مقاطعة ماديسون. حصل في سن السادسة عشر على شهادة مدرس في مدرسة حكومية من مشرف المدارس في المقاطعة، وعمل من حين لآخر كمدرس على مدى السنوات الخمس التالية.
بناءً على توصية من عضو الكونغرس دانييل إف غوت (أونونداغا، نيويورك)، حصل سلوكم على تعيين في الأكاديمية العسكرية الأمريكية في ويست بوينت عام 1848، حيث كان أداؤه جيدًا أكاديميًا، وتخرج في المرتبة السابعة من أصل 43 في دفعة عام 1852. درس الرياضيات لزميله في الغرفة التلميذ الضابط فيليب شيريدان. ذكر شيريدان في مذكراته فضل سلوكم عليه بمساعدته في اجتياز امتحاناته والتخرج من الأكاديمية. عندما كان في ويست بوينت، عبر سلوكم عن معارضته للعبودية، والذي كان موقفًا غير شائع لأن العديد من التلاميذ الضباط كانوا من الجنوب.
تولى سلوكم منصب ملازم ثاني في المدفعية الأمريكية الأولى بتاريخ 1 يوليو عام 1852. خدم في حرب السيمينول في فلوريدا، وفي فورت مولتري في تشارلستون هاربور، كارولاينا الجنوبية. عندما كان متمركزًا هناك، ذهب في إجازة ليتزوج كلارا رايس في عام 1854. أنجبا أربعة أطفال من ضمنهم هنري سلوكم الأبن. تمت ترقية سلوكم إلى ملازم أول بتاريخ 3 مارس عام 1855. استقال من تكليفه في 31 أكتوبر عام 1856، واستقر في سيراكيوز، نيويورك.
درس سلوكم القانون أثناء خدمته في الجيش تحت إشراف بي سي بريسلي، الذي انتخب لاحقًا قاضيًا للمحكمة العليا لكارولاينا الجنوبية. تم قبوله في نقابة المحامين في عام 1858 وتدرب في سياكيوز. عمل أمين صندوق المقاطعة وكان عضوًا في جمعية ولاية نيويورك (مقاطعة أونونداغ، الدائرة الثانية) في عام 1859. خلال هذه الفترة، عمل أيضًا مدربًا للمدفعية في ميليشيا نيويورك برتبة عقيد.

## الحرب الأهلية

### القيادات الأولى
تم تعيين سلوكم عقيدًا لكتيبة مشاة نيويورك السابع والعشرين عند اندلاع الحرب الاهلية، والتي كانت لمدة سنتين كتيبة مجندة في إلميرا، نيويورك. قاد الكتيبة في معركة بول رن الأولى حيث خاض قتالًا عنيفًا وخسر 130 رجلًا. أصيب سلوكم نفسه بجروح بالغة، وبعد تعافيه، استلم قيادة لواء في فرقة الجنرال ويليام بي فرانكلين في جيش البوتوماك. عندما أصبح فرانكلين قائدًا للفيلق السادس الجديد في مايو عام 1862، استلم سلوكم قيادة الفرقة، وقادها بصورة متميزة خلال معارك السبعة أيام. أثنى الجنرال فيتز-جون بورتر على فرقة سلوكم في حملات فيرجينيا ووصفها بأنها «إحدى أفضل فرق الجيش».
تمت ترقية سلوكم إلى لواء للمتطوعين بتاريخ 25 يوليو عام 1862، ليصبح منذ 4 يوليو ثاني أصغر رجل في الجيش يحقق هذه الرتبة. بقي الفيلق السادس في العاصمة واشنطن خلال حملة فرجينيا الشمالية، رغم أن أحد ألوية سلوكم أرسل إلى معركة بول رن وهاجمته قوات الحلفاء وتعرض للهزيمة في 26 أغسطس. في غرامبتون غاب خلال معركة الجبل الجنوبي بتاريخ 14 سبتمبر عام 1862، هاجم سلوكم خط العدو خلف جدار حجري وهزمه. وصف قائد الفيلق اللواء ويليام بي فرانكلين النصر بأنه «أكثر نصر كامل حققه أي جزء من أجزاء جيش البوتوماك في ذلك الوقت».
في أنتيتام، لم تشارك فرقة سلوكم بشكل كبير. في الشهر التالي، تمت تسميته قائدًا دائمًا للفيلق الثاني عشر، الذي كان قد خسر قائده، الجنرال جوزيف كي مانسفيلد في أنتيتام. خلال حملة فريدريكسبيرغ، تمركز سلوكم والفيلق الثاني عشر حول هاربز فيري ولم يشاركوا في معركة فريدريكسبيرغ. في معركة شنسلورسفيل بين 1-5 مايو عام 1863، قاد سلوكم الجناح الأيمن للاتحاد، بما في ذلك الفيلق الثاني عشر والفيلق الخامس للواء جورج جي ميد والفيلق الحادي عشر للواء أوليفر أو هاورد، وهي قوة مختلطة تتألف من 46 ألف رجلًا. كان سلوكم بارعًا في التنفيذ وحرك جناحه بشكل استراتيجي إلى مؤخرة جيش الجنرال إي لي، مما أوقف تقدم الحلفاء.
عندما تم استبعاد جو هوكر من قيادة الجيش في 28 يونيو، أصبح سلوكم، بصفته قائد الفيلق، بعده في خط خلافة القيادة بشكل طبيعي، لكن وزارة الحرب عينت بدلًا منه جورج ميد كقائد للجيش، على ما يبدو لأنهم شعروا أنه مقاتل أكثر عدوانية منه. وافق سلوكم بلطف على الخدمة تحت ميد الأصغر منه رتبةً.